# 凱拉西·薩塔亞提
凱拉西·薩塔亞提（英語：Kailash Satyarthi，1954年1月11日—），出生于印度中央邦維迪斯哈，印度兒童人權運動家。2014年與马拉拉·优素福扎伊（Malala Yousufzai）共同獲得諾貝爾和平獎。
90年代起，薩塔亞提一直活躍於反對印度童工運動，到目前為止，他組織的「拯救童年運動」（ Bachpan Bachao Andolan）已經釋放了超過80,000名兒童免受各種形式的奴役，成功的幫助整合康復和教育。
薩塔亞提住在印度新德里。他的家人包括，他的妻子、女兒、兒子、女婿，以及他的組織曾救出的多名孩童。

## 事業
1980年代，他放棄了教職，並且成為了賣身契勞工解放陣線（Bonded Labor Liberation Front）秘書長；當年他也同時創立了拯救童年運動(Bachpan Bachao Andolan)。他也參與了全球反童工大遊行以及此遊行的國際遊說團體「童工與教育國際中心（the International Center on Child Labor and Education, 簡稱ICCLE）」，此遊說團體集結了世界各地的非政府組織、教師以及貿易工會組織者。他同時也是全球教育倡議的理事長，在1999到2011這段期間，與ActionAid、樂施會、以及教育國際為四個核心創立者之一。

## 爭議
在沙提雅提得到諾貝爾獎後，也引起了童工在印度是否立法禁止的討論。有輿論以及學術的研究指出，立法禁止工廠主人雇用童工，並無法造成兒童生活品質的提升或提昇就學率，相反可能會導致這些雇用轉為地下化而使童工的工資降低，或者是導致更多兒童成為雛妓、街童。

## 外部連結
- 官方网站
- Kailash Satyarthi的X（前Twitter）